# Ō-oku - Il film
Ō-oku - Il film (大奥 Ooku Oh!-oku) è un film del 2006 diretto da Toru Hayashi con Yukie Nakama nel ruolo del personaggio principale femminile.
Koda Kumi ha scritto e cantato la canzone a tema intitolata Unmei. Il film è ispirato allo "scandalo Ejima-Ikushima" del 1714.

## Trama
Siamo al principio del XVIII secolo ed un nuovo sovrano è salito al trono dopo un lungo periodo di vuoto di potere; durante tutto questo periodo il castello di Edo si è trovato al centro di notevoli intrighi politici. Quando lo shōgun, un bimbetto di quattro anni, fa assumere l'attore No Akifusa come aiutante di campo gli alti gradi del suo consiglio storcono il naso.
Nel palazzo interno, l'Ōoku, zona riservata alle donne, colei che rischia di perdere più influenza e prestigio è la vedova del defunto shogun, Ten'ei-in, in quanto la madre biologica del nuovo shogun non è lei bensì la concubina Gekkoin; deve pertanto vedersela con tutta la sua schiera.
Un preziosissimo alleato Gekkoin lo trova nella matrona Eshima, una donna intelligente di umili origini che prende sotto la propria ala protettiva la giovane. Ten'ei-in viene però a conoscenza di un segreto rapporto sentimentale tra Gekkoin ed Akifusa; la vedova, rosa dal risentimento, mette a punto un piano per distruggerla e si allea con quei consiglieri a cui non piace il principe bambino.
Durante una rappresentazione teatrale Kabuki, Eshima cade innamorata di uno dei giovani attori, il bel Goro: i due intraprendono una storia d'amore proibita, fino a che non scoppia l'inevitabile scandalo. Ed ecco scattare il ricatto subodorato da Ten'ei-in nei confronti di Eshima, scegliere cioè tra la fedeltà a Gekkoin e l'amore provato verso Goro.